# Đỗ Hùng Dũng
Đỗ Hùng Dũng (ur. 8 września 1993 w Hanoi) – wietnamski piłkarz grający na pozycji pomocnika w klubie Hanoi FC oraz w reprezentacji Wietnamu, której jest kapitanem.

## Kariera
Đỗ Hùng Dũng znacznie większą część swojej kariery spędził w klubie Hanoi FC. Od 2015 reprezentuje barwy seniorskiej drużyny. Był zaledwie jednokrotnie z niego wypożyczony, do Sài Gòn FC w latach 2015-16. Z Hanoi FC zdobył czterokrotnie V.League 1, trzykrotnie Puchar Wietnamu oraz Superpuchar Wietnamu.
W dorosłej reprezentacji Wietnamu zadebiutował 8 listopada 2018 w meczu z Laosem. Pierwszą bramkę zdobył 21 grudnia 2022 z tym samym rywalem. W 2018 wygrał z drużyną Mistrzostwa ASEAN. Znalazł się w kadrze Wietnamu na Puchar Azji 2019. Obecnie jest kapitanem drużyny narodowej.